# Паранорман
«Паранорман» (англ. ParaNorman) — анімаційний 3D-фільм з використанням лялькової мультиплікації від студії Laika, відомої своєю роботою над мультфільмами «Кораліна у Світі Кошмарів» та «Труп нареченої». Головні ролі озвучують Коді Сміт-МакФі, Анна Кендрік, Леслі Манн, Кейсі Аффлек.
Мультфільм поширюється компанією Focus Features, прем'єра відбулася 17 серпня 2012 року в США. В Україні — 23 серпня 2012.

## Сюжет
Події розгортаються в маленькому містечку та оповідають про хлопчика Нормана, який може бачити привидів і розмовляти з ними. Через столітні прокляття місто піддається нападу живих мерців і, завдяки своєму дару, один лише Норман у силах усіх врятувати.

## Ролі озвучують
- Коді Сміт-Макфі — Норман
- Анна Кендрік — Кортні, сестра Нормана
- Таккер Албріцці — Ніл, друг Нормана
- Кейсі Аффлек — Мітч, старший брат Ніла
- Крістофер Мінц-Плассе — Елвін, шкільний бешкетник
- Леслі Манн — Сандра, матір Нормана
- Джефф Гарлін — Перрі, батько Нормана
- Елейн Стрітч — привид бабусі Нормана
- Джодель Ферланд — Агата Прендергхаст, дівчинка, схожа на Нормана
- Бернард Гілл — суддя
- Темпестт Бледзой — шериф
- Скотт Менвілл — заступник шерифа Вейн
- Алекс Борштейн — місіс Хеншер
- Джон Гудмен — містер Прендергхаст, міський божевільний
- Аріель Вінтер — міська дівчинка

## Відгуки
Фільм отримав позитивні відгуки. На сайті Rotten Tomatoes фільм має рейтинг 87% на основі 163 рецензій.